# إيثان إيفرسون
إيثان إيفرسون (بالإنجليزية: Ethan Iverson) هو موسيقي وعازف بيانو أمريكي، ولد في 11 فبراير 1973 في مينوموني في الولايات المتحدة.

## وصلات خارجية
- الموقع الرسمي
- إيثان إيفرسون على موقع ميوزك برينز (الإنجليزية)
- إيثان إيفرسون على موقع أول ميوزيك (الإنجليزية)
- إيثان إيفرسون على موقع ديسكوغز (الإنجليزية)